# 松帆銅鐸
松帆銅鐸（まつほどうたく）は、兵庫県南あわじ市で出土した銅鐸7個の総称。兵庫県指定重要有形文化財に指定されている。

## 概要
淡路島南部、三原川河口付近北岸の松帆地区（松帆古津路・松帆慶野・松帆櫟田）に埋納されたとみられる銅鐸群である。2015年（平成27年）に松帆地区から採取・搬出された先の土砂山の中から7個が発見されている（正確な土砂採取位置は不明）。
銅鐸7個は、菱環鈕式銅鐸1個・外縁付鈕式銅鐸6個からなる古い段階の銅鐸群であり、一部は島根県の荒神谷遺跡・加茂岩倉遺跡の銅鐸と同笵関係が認められる。7個のうち6個は入れ子状で出土している。銅鐸内には吊り下げて鳴らすための青銅製の棒（舌（ぜつ））を伴っており、銅鐸内面や舌にはすり減りが認められるほか、鈕や舌には紐状繊維も残存する。また鉛の成分分析では、朝鮮半島系青銅器と共通する産地であることが判明している。
埋納時期は、弥生時代前期末-中期前半の紀元前4世紀半ば-紀元前2世紀半ば頃と推定される（5号銅鐸の放射性炭素年代測定）。銅鐸出土地として一般的な山中や集落ではなく、海岸沿岸部からの出土とされるが、松帆地区では古津路銅剣14本・慶野中の御堂銅鐸8個・海岸部の銅鏃などの青銅器の出土も知られており、一帯が瀬戸内海の交通の要衝地として機能した様子が示唆される。「鳴らす銅鐸」としての銅鐸・舌の使用状況など数多くの事実が明らかとなり、銅鐸を巡る謎を解明するうえでも重要視される資料群になる。
銅鐸7個は2023年（令和5年）に兵庫県指定重要有形文化財に指定されている。

## 遺跡歴
- 2015年（平成27年）4月、砂利加工会社工場内の土砂山の中から発見（正確な土砂採取位置不明）[1]。
  - 奈良文化財研究所に移送、2022年（令和4年）まで調査（2020年・2021年に報告）[1]。
- 2021年（令和3年）2月19日、南あわじ市指定有形文化財に指定。
- 2023年（令和5年）3月17日、兵庫県指定重要有形文化財に指定。

## 一覧
|         | 画像 | 画像 | 銅鐸        | 銅鐸        | 銅鐸      | 銅鐸    | 銅鐸      | 舌       | 舌      | 舌      | 備考                                                                                                 |
| 銅鐸    | 舌   | 型式 | 文様        | 高さ        | 最大幅    | 重量    | 長さ      | 最大幅   | 重量    |         | 備考                                                                                                 |
| ------- | ---- | ---- | ----------- | ----------- | --------- | ------- | --------- | -------- | ------- | ------- | --- |
| 1号銅鐸 |      |      | 菱環鈕2式   | 横帯文      | 26.7 cm   | 15.5 cm | 1963.4 g  | 13.0 cm  | 1.8 cm  | 126.0 g | 同笵銅鐸未確認                                                                                       |
| 2号銅鐸 |      |      | 外縁付鈕1式 | 4区袈裟襷文 | 22.5 cm   | 12.6 cm | 1074.8 g  | 8.13 cm  | 1.15 cm | 44.1 g  | 1号銅鐸内に入れ子 松帆4号銅鐸・慶野中の御堂銅鐸と同笵（3番目か） 鹿文                                |
| 3号銅鐸 |      |      | 外縁付鈕1式 | 4区袈裟襷文 | 31.5 cm   | 18.7 cm | 2527.4 g  | 12.85 cm | 1.95 cm | 135.6 g | 島根県加茂岩倉27号銅鐸と同笵（前後不明） 鈕に紐状繊維残存 「王」字状文 舌頭部に紐状繊維残存          |
| 4号銅鐸 |      |      | 外縁付鈕1式 | 4区袈裟襷文 | 22.6 cm   | 13.4 cm | 1089.2 g  | 8.8 cm   | 1.45 cm | 46.5 g  | 3号銅鐸内に入れ子 松帆4号銅鐸・慶野中の御堂銅鐸と同笵（1番目か） 鹿文 舌頭部に組紐残存 舌は舌7と同笵 |
| 5号銅鐸 |      |      | 外縁付鈕1式 | 4区袈裟襷文 | (23.3 cm) | -       | (743.5 g) | 12.05 cm | 1.85 cm | 79.7 g  | 半壊、銅鐸と舌の関係は推定 島根県荒神谷6号銅鐸と同笵（先か）                                         |
| 6号銅鐸 |      |      | 外縁付鈕1式 | 4区袈裟襷文 | 31.15 cm  | 18.5 cm | 2565.8 g  | 14.0 cm  | 1.5 cm  | 130.6 g | 同笵銅鐸未確認 舌頭部に紐状繊維残存                                                                  |
| 7号銅鐸 |      |      | 外縁付鈕1式 | 4区袈裟襷文 | 22.05 cm  | 13.1 cm | 1206.3 g  | 8.0 cm   | 1.35 cm | 35.8 g  | 6号銅鐸内に入れ子 同笵銅鐸未確認 舌は舌4と同笵 舌頭部に紐状繊維残存                                  |

## 参考画像

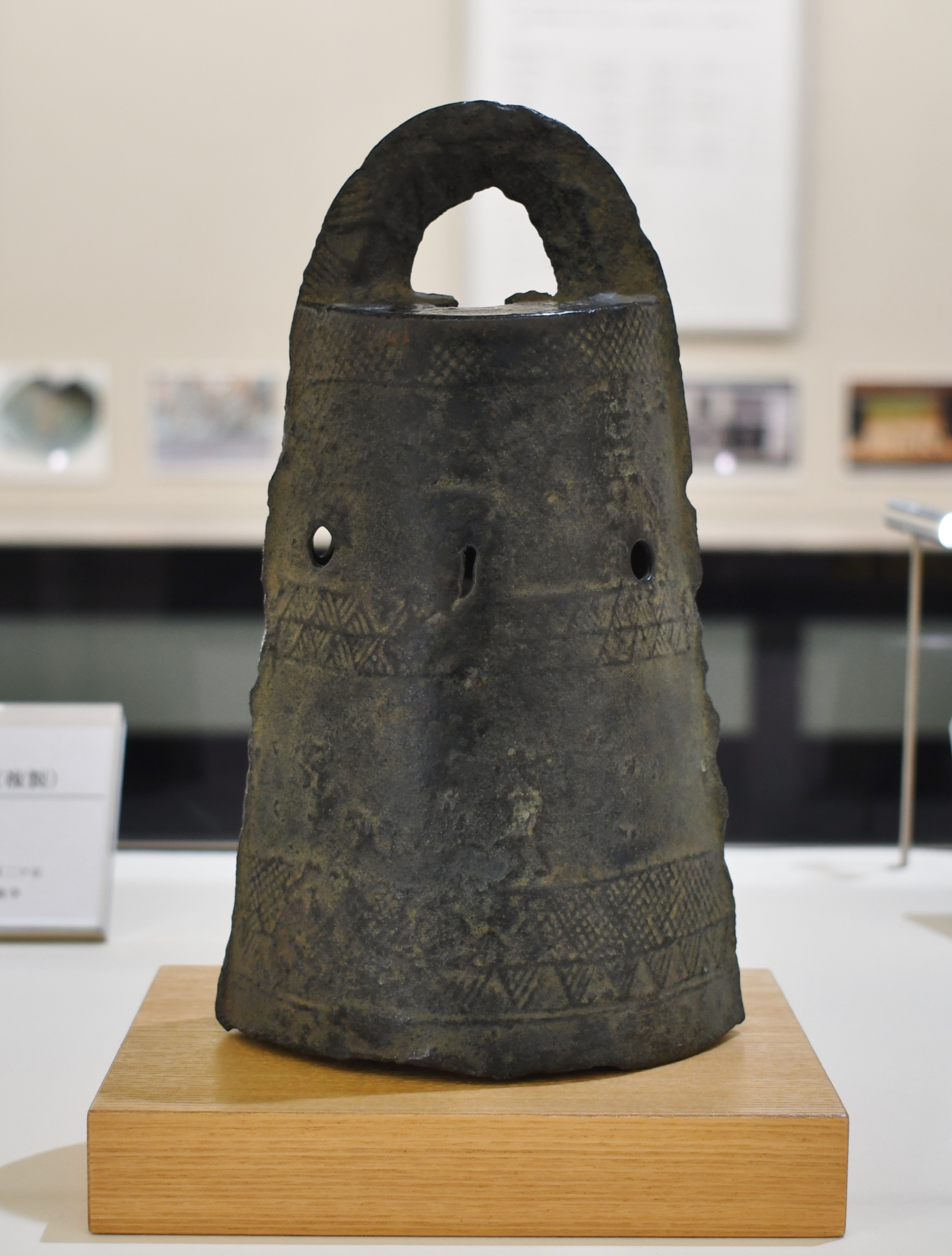
中川原銅鐸（複製） 洲本市中川原二ツ石出土。菱環鈕式。原品は国の重要文化財。
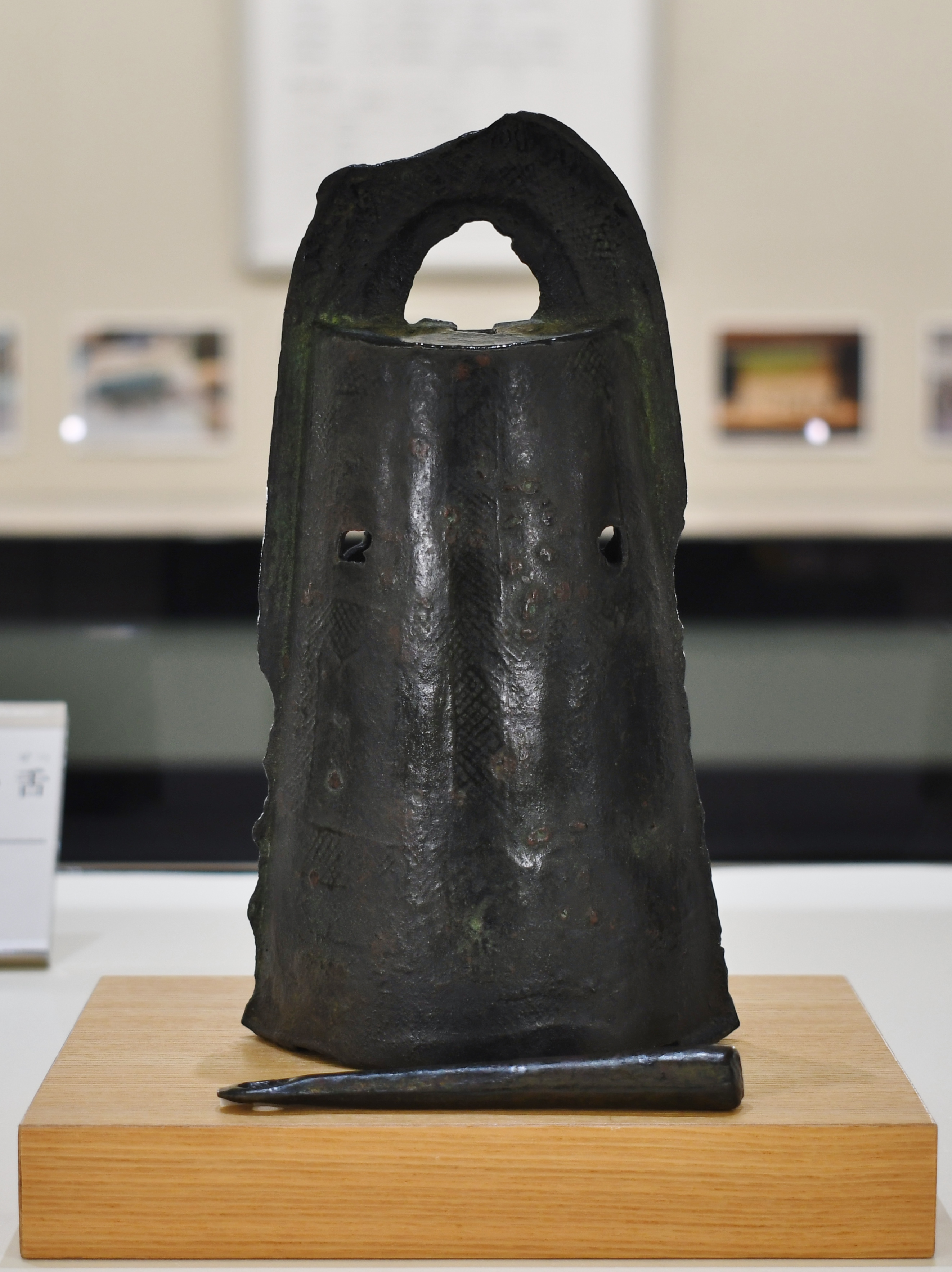
慶野中の御堂銅鐸（複製） 南あわじ市松帆慶野出土。外縁付鈕式。原品は国の重要文化財。
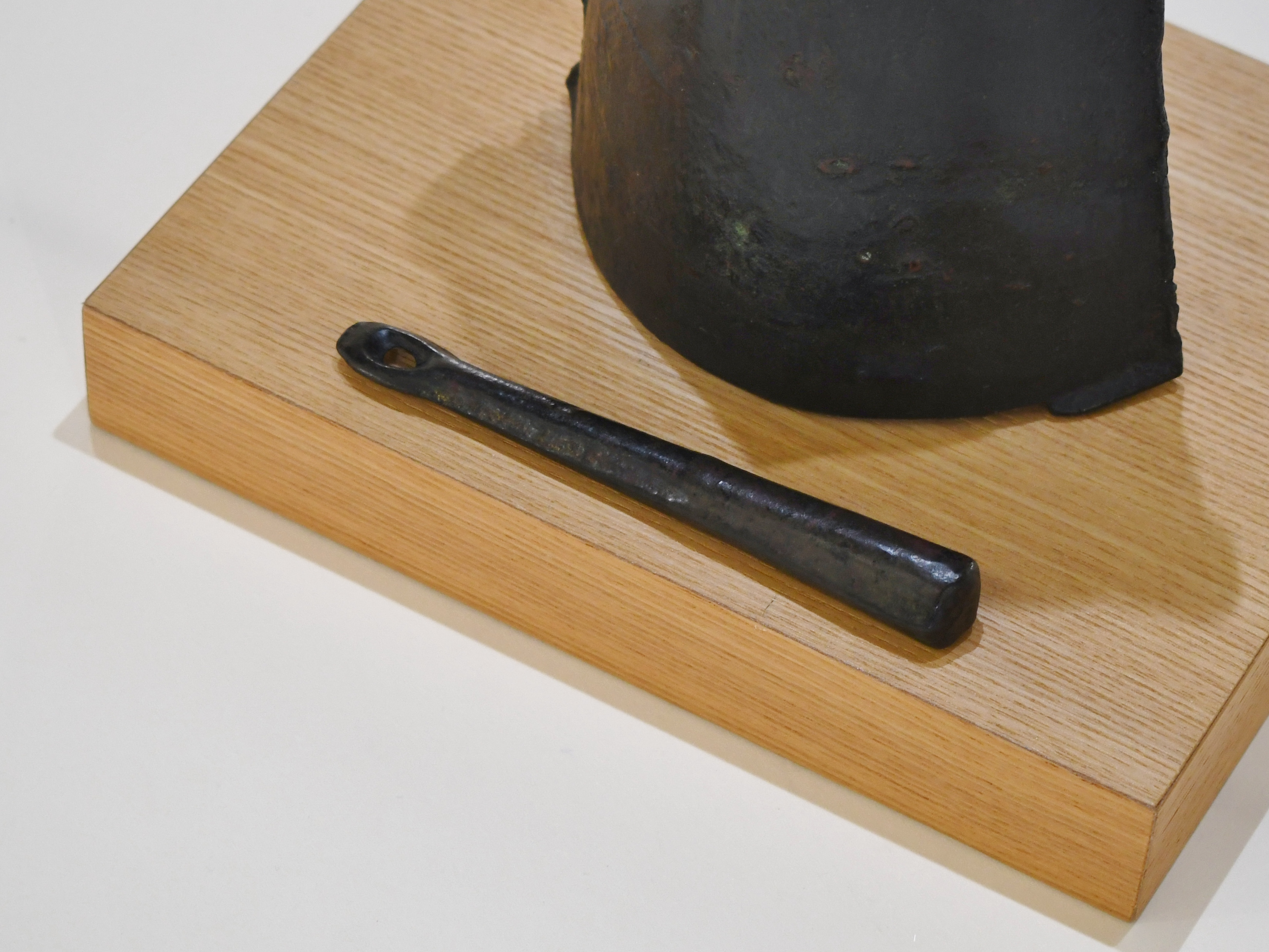
慶野中の御堂銅鐸 舌（複製）
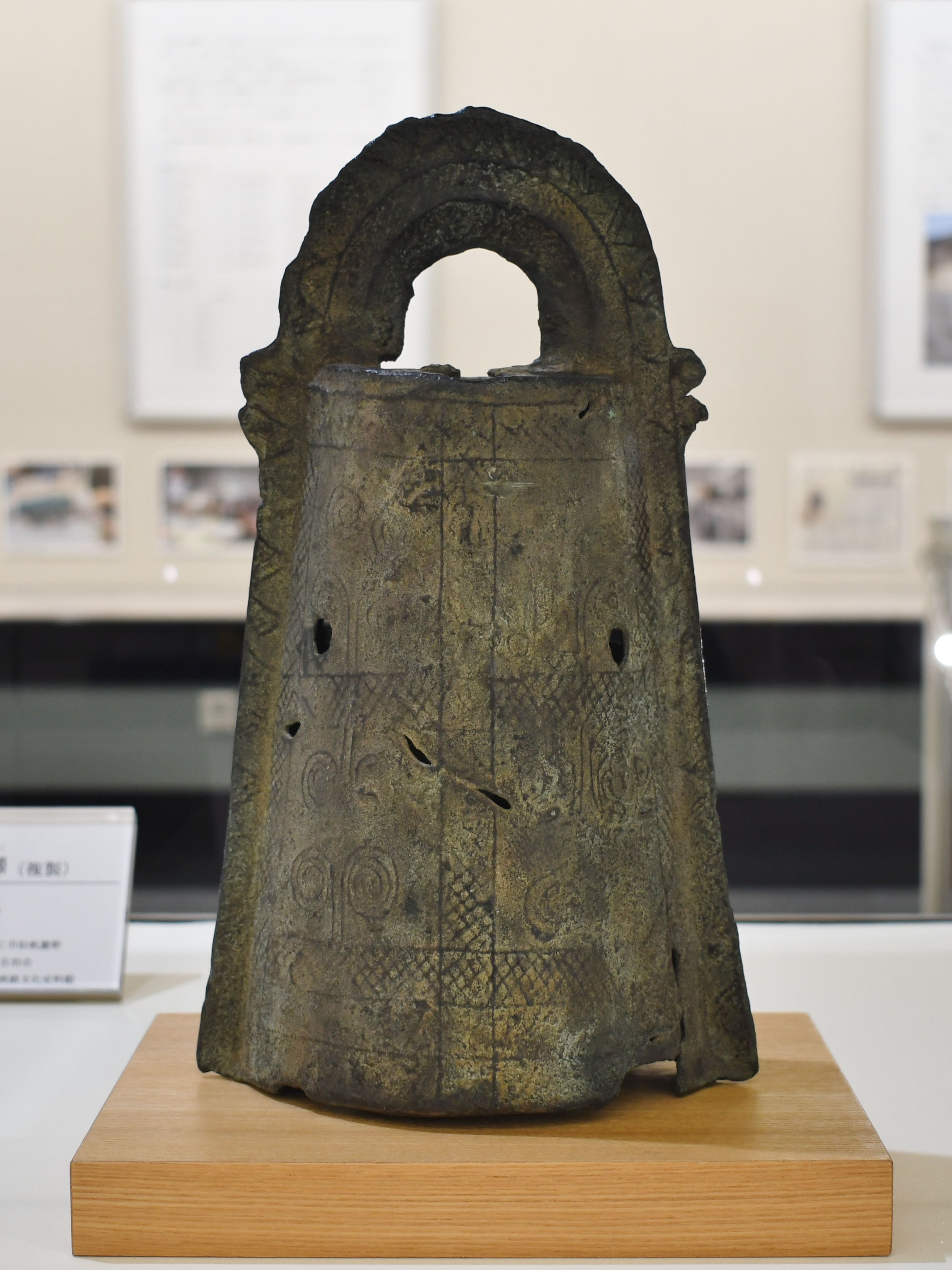
慶野銅鐸（複製） 南あわじ市松帆慶野出土。外縁付鈕式。原品は国の重要文化財。

## 文化財

### 兵庫県指定文化財
- 重要有形文化財
  - 松帆銅鐸 7口（考古資料） - 南あわじ市滝川記念美術館玉青館保管。2023年（令和5年）3月17日指定[2]。

## 関連施設
- 南あわじ市滝川記念美術館 玉青館（南あわじ市松帆西路） - 松帆銅鐸を展示。

## 関連文献
（記事執筆に使用していない関連文献）
- 『淡路島・松帆銅鐸と弥生社会』雄山閣〈季刊考古学別冊28〉、2019年。
- 南あわじ市埋蔵文化財調査事務所 編『松帆銅鐸調査報告書』 1（調査報告編）、南あわじ市教育委員会〈南あわじ市文化財調査報告書第19集〉、2020年。
- 南あわじ市埋蔵文化財調査事務所 編『松帆銅鐸調査報告書』 2（調査研究編）、南あわじ市教育委員会〈南あわじ市文化財調査報告書第20集〉、2021年。